# Ca' Biondetti

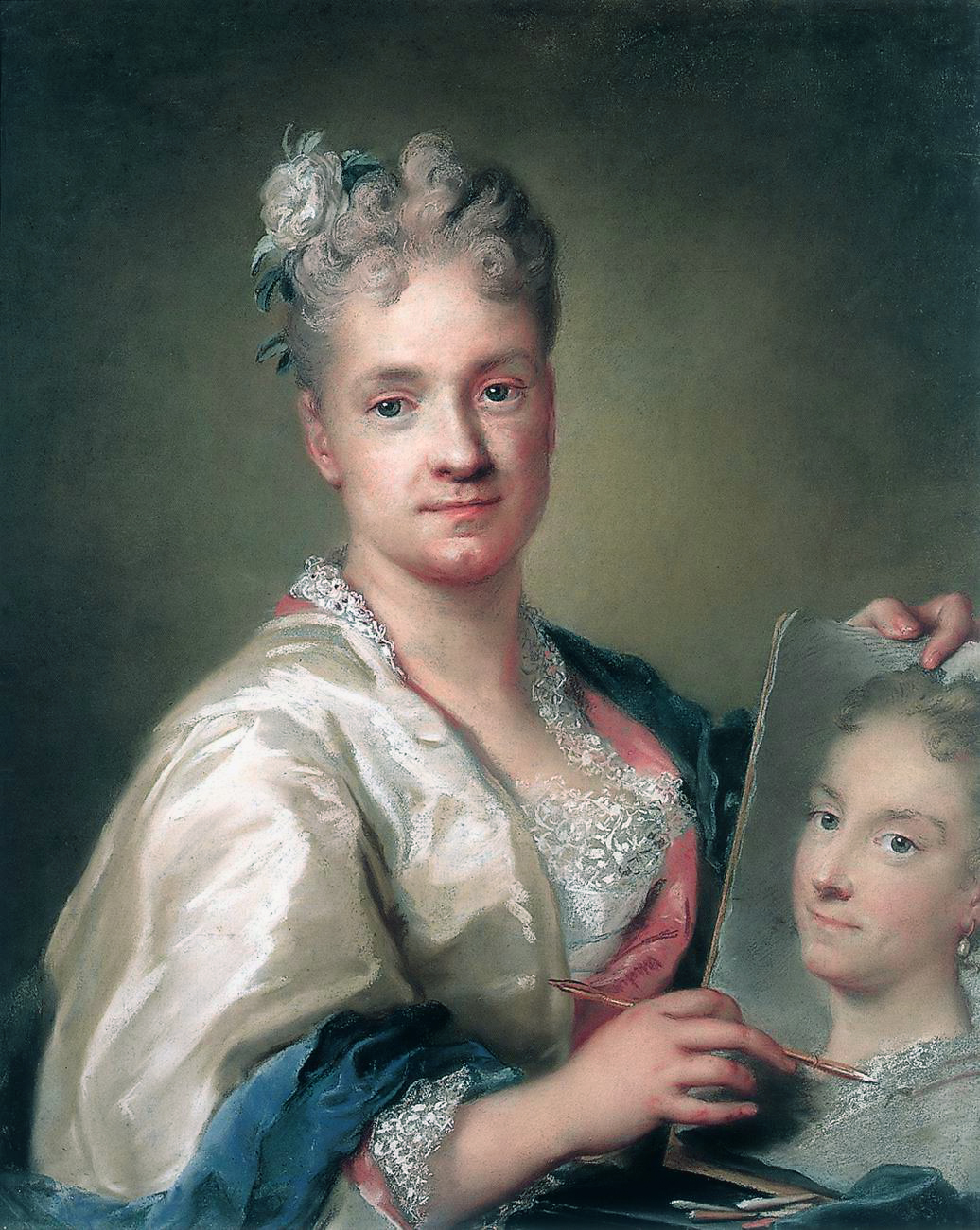
Rosalba Carriera

Ca' Biondetti è un edificio civile sito nella città di Venezia nel sestiere di Dorsoduro, affacciato sul Canal Grande tra Palazzo Da Mula Morosini e Palazzo Venier dei Leoni. È divenuto noto per essere stato la dimora della celebre pittrice Rosalba Carriera.

## Storia
L'edificio, abitato a lungo dalla famiglia Biondetti, divenne la residenza della ritrattista settecentesca Rosalba Carriera, nota per la precisione del suo tocco e per la magnificenza dei suoi colori.

## Architettura
L'architettura non presenta elementi di particolare rilievo: l'edificio si presenta come la somma di due corpi collegati e per questo è contraddistinto da due porte d'acqua. Al primo piano si aprono due balconi mentre una torre d'avvistamento svetta sopra al tetto dell'edificio.
Sul retro si sviluppa un ampio giardino, adiacente a quello dell'attiguo Palazzo Venier dei Leoni, che presenta al centro una fontana circolare.